# Chobifloden
Chobifloden (georgiska: ხობისწყალი, Chobistsqali) är ett vattendrag i Georgien. Det ligger i regionen Megrelien-Övre Svanetien, i den västra delen av landet, 270 km väster om huvudstaden Tbilisi. Chobifloden mynnar i Svarta havet.